# 異方性導電フィルム
異方性導電フィルム(いほうせいどうでんふぃるむ、Anisotropic Conductive Film、ACF)は、熱硬化性樹脂に微細な金属粒子を混ぜ合わせたものを、膜状に成型した導電性フィルム。液晶ディスプレイのガラスにフレキシブル基板を接続したり、プリント基板に半導体・LSIなどの部品を実装させるために使用される。
導電性粒子の構造は、主に内側からニッケル層、金メッキ層、最も外側に絶縁層を重ねた直径3-5マイクロメートルの球体。

## 概要
電子部品を実装させる際、プリント基板の電極部分と部品の電極部分の間にACFを挟み、ヒーターなどで熱圧着する。熱をかけながらゴムなどの弾力を持ったパッドで部品を加圧すると電極の凸部が当るフィルム部のみに圧力がかかる。すると、フィルム内に分散している粒子が接触しながら重なり、やがて押し付けられることでACF内粒子のメッキ層同士が引っ付きあうことで導電する経路を形成する。圧力がかからなかったフィルム部にある粒子は絶縁層を保持しているため、横に並ぶ電極間の絶縁は保持される。すなわち縦方向には導電性で横方向には絶縁性が保たれる異方性が形成される。そのため、横方向の電極同士の間隔が狭くても短絡を起こさずに電子部品を実装できるメリットがある。

表1: 標準的なACF熱圧着条件
| 接続方式/Assembly Type | 接着剤(樹脂)種 | 加圧時間(Sec) | 温度 (°C) | 圧力       |
| ---------------------- | -------------- | ------------- | --------- | ---------- |
| Flex-on-Glass (FOG)    | アクリル       | 10–12         | 170–200   | 2-4MPa     |
| Chip-on-Glass(COG)     | エポキシ       | 5–7           | 190–220   | 50-150MPa  |
| Chip-on-Flex (COF)     | エポキシ       | 5–10          | 190–220   | 30-150MPa※ |
| Flex-on-Board (FOB)    | エポキシ       | 10–12         | 170–190   | 1-4MPa     |
| Flex-on-Board (FOB)    | アクリル       | 5–10          | 130–170   | 1-4MPa     |
| Flex-on-Flex (FOF)     | エポキシ       | 10–12         | 170–190   | 1-4MPa     |
| Flex-on-Flex (FOF)     | アクリル       | 5–10          | 130–170   | 1-4MPa     |

しかしながら、高熱による熱硬化性樹脂の劣化が懸念されるため、リフロー方式ではんだ付けをする基板には対応が難しい。そのため、液晶パネル周辺に部品を実装する用途に限られてしまう欠点がある。近年はACP(Anisotropic conductive paste)やACAs(Anisotropic conductive adhesives)と呼ばれるペースト状の材料も流通しており、FOB(Flex-on-Board)、FOF(Flex-on-Flex)などの接続方式に用いられることが多い。